# MuseScore
MuseScore è un programma notazionale WYSIWYG (What You See Is What You Get) multipiattaforma, per Microsoft Windows, macOS e Linux.
Creato da Nicolas Froment, Thomas Bonte e Werner Schweer, è distribuito come software open source pubblicato sotto licenza GNU General Public License.
Offre un'alternativa a programmi commerciali professionali quali Finale, Sibelius e Capella. È un programma completo, supporta un'ampia varietà di formati, consente di stampare spartiti di ottima qualità tipografica oppure salvarli come file in formato PDF o MIDI.

## Storia
MuseScore fu in origine creato come una derivazione del codice di base di MusE. All'epoca MusE includeva la funzione di notazione e, nel 2002, Werner Schweer, uno degli sviluppatori del software, decise di rimuovere il supporto notazionale e svilupparlo in un programma autonomo. Da allora MuseScore è in continua fase di evoluzione.
Il sito web di MuseScore.Org fu creato nel 2008, e raggiunse velocemente ottimi risultati nel numero di download effettuati. A dicembre del 2008 fino a 15.000 mensili.
La versione 0.9.5 fu distribuita nell'agosto del 2009, sufficientemente stabile anche per l'uso in produzione, completa del supporto per Mac OS X. A ottobre MuseScore era stato scaricato più di mille volte al giorno. Nel quarto trimestre del 2010, il numero di download giornalieri era triplicato.
La versione 1.0 fu pubblicata a febbraio 2011. Questa release milestone aveva il suo punto di forza nella stabilità piuttosto che nelle ulteriori funzionalità. A luglio del 2011 fu pubblicata la versione 1.1, scaricata circa un milione di volte, che risolveva una sessantina di bug e introduceva un miglior supporto per i fogli jazz. Includeva anche la funzione MuseScore Connect, che consente l'interazione con la comunità e la pubblicazione online. A marzo del 2012 è stata pubblicata la versione 1.2, in cui sono stati risolti più di cento bug, viene migliorata l'importazione, l'esportazione nel formato MusicXML ed il supporto per i caratteri speciali.
MuseScore 2.0 è stata rilasciata a marzo 2015.
MuseScore 3.0 è stata rilasciata il 24 dicembre 2018 introducendo la spaziatura automatica che evita l'errata sovrapposizione fra gli elementi dello spartito, un font di notazione per il Jazz, maggiori controlli per lo stile, il tour guidato per i nuovi utenti, una nuova funzionalità di la successione cronologica per una visualizzazione più veloce, un mixer ed un rullo pianola ridisegnati e un meccanismo facilitato per l'auto aggiornamento. MuseScore 3.1 è stata rilasciata il 28 maggio 2019 con nuove funzionalità, tra cui la riproduzione di crescendo e diminuendo su singole note e più opzioni di personalizzazione per i diagrammi della chitarra.

## Cronologia delle versioni
- agosto 2009, pubblicata la versione 0.9.5, prima versione stabile e la prima con supporto per Mac Os X;
- giugno 2010, v. 0.9.6;
- febbraio 2011, v. 1.0;
- luglio 2011 v. 1.1, risolti numerosi bug e introdotte nuove funzionalità;
- marzo 2012, v. 1.2, nuove funzionalità e risoluzioni bug;
- febbraio 2013, v. 1.3, risoluzioni bug;
- agosto 2014, rilasciata la versione 2.0 beta 1.
- dicembre 2014, rilasciata la versione 2.0 beta 2
- marzo 2015, rilasciata la versione 2.0 Release candidate
- luglio 2015, rilasciata la versione 2.0.2
- aprile 2016, rilasciata la versione 2.0.3
- maggio 2017, rilasciata la versione 2.1
- marzo 2018, rilasciata la versione 2.2
- aprile 2018, rilasciata la versione 2.2.1
- giugno 2018, rilasciata la versione 2.3 con una nuova funzione di estensione (in aggiunta al sistema esistente di plugin) e una prima estensione che personalizza MuseScore per le percussioni "drumline". Due aggiornamenti con correzioni di bug, 2.3.1 e 2.3.2, sono stati rilasciati nel luglio 2018.
- dicembre 2018, rilasciata la versione 3.0 , con molte nuove caratteristiche, tra cui un sistema automatico di impaginazione intelligente per evitare collisioni tra gli elementi della partitura, un font di notazione jazz, supporto per notazioni più avanzate, più controlli di stile, tour per aiutare i nuovi utenti, una riduzione della visualizzazione della cronologia per una navigazione più veloce, mixer e piano roll editor ridisegnati, e una funzione integrata di aggiornamento automatico.
- maggio 2019 rilasciata la versione 3.1, nuove caratteristiche, tra cui diminuendo su singole note e personalizzazione per i diagrammi chitarra.
- gennaio 25, 2020 rilasciata la versione 3.4.1
- febbraio 8, 2021 rilasciata la versione 3.6.2
- gennaio 14, 2023 rilasciata la versione 4.0.1

## Caratteristiche
MuseScore permette la creazione di una partitura, l'editing e la stampa di spartiti musicali. Supporta la maggior parte dei formati notazionali in circolazione. Consente l'importazione, l'esportazione o il salvataggio in numerosi formati (MSCZ, MSC, XML, MXL, MID, KAR, MD, CAP, LY, MUG, SGU / MSCZ, MSC, XML, MXL, MID, PDF, PS, PNG, SVG, LY), anche di qualità tipografica.
Le note si inseriscono in un "foglio musicale virtuale" con la tastiera del pc, con il mouse o con una tastiera MIDI, numero illimitato di pentagrammi, fino a quattro voci per pentagramma, inserimento delle note facile e veloce, sequencer integrato e sintetizzatore software FluidSynth, importazione ed esportazione file MusicXML e SMF (Standard Midi File), disponibile per Windows, Mac e Linux, tradotto in 48 lingue, licenza GNU GPL. Il software di notazione è conforme agli standard del settore.
I file possono essere riprodotti con il sequencer integrato e la libreria di campionamento. I brani polifonici consentono l'ascolto di una o più voci per volta.
Ulteriori librerie possono essere installate dall'utente. Chorus, riverbero ed altri effetti sono modificabili durante la riproduzione.
Supporta nativamente l'estrazione delle singole voci, l'ingresso midi, pentagrammi illimitati, notazione percussioni, versi, testi, accordi e ulteriori funzionalità che possono essere estese con plugin aggiuntivi.
Le composizioni possono essere salvate online, direttamente dal programma o pubblicandole sulla pagina dedicata del sito MuseScore.com dalla quale possono essere ascoltate, scaricate e modificate.

## MuseScore portatile
Nella versione di applicazione portatile è possibile installare MuseScore su un supporto rimovibile, ad esempio una pendrive o un Cd/Dvd. Sono già disponibili, come app, i visualizzatori per iPad, iPhone e Android.

## Progetti
Nel 2011 è partita l'iniziativa di creare una versione audio e stampabile delle variazioni Goldberg (BWV 988), interamente editato con MuseScore, attraverso una raccolta di fondi. L'obiettivo è stato raggiunto e grazie al lavoro degli sviluppatori e della pianista Kimiko Ishizaka, l'opera è stata pubblicata sotto licenza Creative Commons. Nel 2014 vengono rese disponibili, con la collaborazione del Golden Chord Braille Music Transcription Service, in formato braille. Fruibili su terminali e stampanti braille.
Molte istituzioni scolastiche hanno inserito MuseScore nei loro programmi didattici installandolo sui computer a disposizione degli studenti.
I file con estensione MSCZ possono essere inseriti, grazie ad un plugin, in un documento creato con LibreOffice e convertiti in formato grafico con collegamento ipertestuale. Il collegamento consente di richiamare il file (con MuseScore), modificarlo e aggiornarlo all'interno del documento.
Viceversa, utilizzando il plugin dalla barra degli strumenti di LibreOffice, è possibile compilare un semplice spartito di esempio che verrà convertito in linguaggio di programmazione e salvato con estensione MSCZ.
OpenScore
Nel 2017 MuseScore e IMSLP hanno lanciato un kickstarter per OpenScore, un'iniziativa per creare versioni di MuseScore e MusicXML della musica di dominio pubblico tratte dalla biblioteca IMSLP.
OpenScore vuole digitalizzare e liberare tutte le partiture di pubblico dominio, come i grandi classici di Mozart, Beethoven e Bach. La comunità mira a trasferire le composizioni più significative della storia dalla carta a partiture interattive che si possano ascoltare, modificare e condividere. Lo scopo è rendere accessibili le partiture. Gratuitamente, per qualsiasi scopo, per sempre.